# Pestilence
Pestilence is een Nederlandse deathmetalband.

## Geschiedenis

### Eerste tijdvak (1986 - 1994)

#### Begin (1986 - 1990)
De band werd opgericht in 1986. De eerste bezetting bestond uit Patrick Mameli, Randy Meinhard en Marco Foddis en in deze bezetting werd de demo Dysentery opgenomen.  In 1987 werd de band uitgebreid met Martin van Drunen en werd de tweede demo the Penance uitgebracht. Deze tweede demo bracht de band onder de aandacht van Roadrunner Records die hen contracteerden. Bij dit label werd het debuutalbum Malleus Maleficarum opgenomen dat in het thrashmetalgenre viel.
Nadat Patrick Uterwijk Randy Meinhard verving, bracht Pestilence in 1989 het deathmetalalbum Consuming Impulse uit. Dit album was extremer dan het vorige, met grommende vocals van zanger Martin van Drunen. Deze verliet vervolgens de band om in Asphyx verder te gaan met deathmetal.

#### Doorbraak (1991 - 1994)
Voor het derde album Testimony of the Ancients werd de zang overgenomen door Patrick Mameli. Tony Choy (Atheist, ex-Cynic) verzorgde de baspartijen. Pestilence liet hier een meer progressief geluid horen en groeide uit tot de belangrijkste vertegenwoordiger van de Nederlandse deathmetal-scene.
Op het vierde album, Spheres was Jeroen Paul Thesseling de bassist. Nu voegde de band jazz- en fusionelementen toe aan zijn muziek. Dit album kreeg een tegenvallende ontvangst en de band besloot in 1994 te stoppen. Na het uiteenvallen van de band bracht Raodrunner Music het compilatiealbum Mind Reflections uit met tracks van de voorgaande albums en een nieuw nummer ("Hatred Within").

### Tweede tijdvak (2008 - 2014)
In maart 2008 maakte Patrick Mameli bekend dat Pestilence weer ging touren, en in 2009 verscheen Resurrection Macabre (Door Mameli, Choy en met Peter Wildoer op drums). Later dat jaar werd Tony Choy vervangen door de van Obscura teruggekeerde  Jeroen Paul Thesseling.
In 2014 ging de band voor "onbepaalde tijd" op pauze. In de tussentijd zagen nog twee albums het licht: Doctrine (2011) en Obsideo (2013). Daarnaast was er weer een aantal bezettingswisselingen op zowel  bas als drums.

### Derde tijdvak (2016 - )
In 2016 maakte Patrick Mameli bekend dat Pestilence weer actief werd. In 2018 bracht de band Hadeon uit en gaf hij concerten.

## Discografie

### Demo's
- Dysentery (1987)
- The Penance (1987)

### Studioalbums
- Malleus Maleficarum (1988)
- Consuming Impulse (1989)
- Testimony of the Ancients (1991)
- Spheres (1993)
- Resurrection Macabre (2009)
- Doctrine (2011)
- Obsideo (2013)
- Hadeon (2018)
- Exitivm (2021)

### Compilatie
- Mind Reflections (1994)

### Livealbum
- Chronicles of the Scourge (2006)

## Bandleden

### Huidige bezetting
- Patrick Mameli - zang, gitaar (1986–)
- Michiel van der Plicht  – drums (2020-)
- Joost van der Graaf – bas (2018–)
- Rutger van Noordenburg – gitaar (2017–)

### Voormalige leden
- Tilen Hudrap - bas (..-2018)
- Patrick Uterwijk – gitaar (1988–1994, 2008–2014)
- Marco Foddis – drums (1986–1994)
- Randy Meinhart – gitaar (1986–1989)
- Martin van Drunen – zang, bas (1986–1990)
- Tony Choy – bas (1991–1992, 2008–2009, 2016–2017)
- Jeroen Paul Thesseling – bas (1992–1994, 2009–2012)
- George Maier – bas (2013–2014)
- Peter Wildoer – drums (2008)
- Yuma Van Eekelen – drums (2009–2012)
- Dave Haley – drums (2012–2014)
- Santiago Dobles – gitaar (2016–2017)
- Septimiu Hărşan